# August Benedict Carpzov
August Benedict Carpzov (* 2. November 1644 in Leipzig; † 4. März 1708 ebenda) war ein deutscher Rechtswissenschaftler.

## Leben
August Benedict Carpzov, ein Sohn des Theologen  Johann Benedikt Carpzov I., besuchte die Thomasschule zu Leipzig unter Friedrich Rappolt. 1662 bezog er die Universität Jena, wo er die Vorlesungen von Christoph Philipp Richter, Georg Adam Struve und Johann Christoph Falckner besuchte. 1663 setzte er an der Universität seiner Heimatstadt seine Studien fort. Dort waren seine prägenden Lehrer Georg Tobias Schwendendörffer und Jacob Born (der Ältere). 1667 wurde er zum Doktor der Rechte promoviert. 1669 wurde Carpzov fünfter Professor an der juristischen Fakultät mit dem Titel de Verborum Significatione et de Regulis Juris. 1676 wurde er Assessor der juristischen Fakultät, 1679 Syndikus der Hochschule, 1684 Beisitzer am Leipziger Konsistorium und 1685 Assessor am Leipziger Oberhofgericht.
Er stieg 1671 zur vierten Professor der Institutionen auf, wurde dritter Professor der Pandekten und damit verbunden Kanoniker in Naumburg. Er stieg bis in die zweite juristische Professur des Kodex auf, womit verbunden er Domherr in Merseburg wurde. Er war Dekan der juristischen Fakultät und im Wintersemester 1673 Rektor der Universität Leipzig.

## Familie
Carpzov war seit 23. November 1669 mit Maria Magaretha († 29. Juni 1698; begr. 3. Juli 1698 in Leipzig) verheiratet, der Tochter des Leipziger Kaufmanns Michael Planck und dessen Frau Catharina Maria (* 8. Dezember 1632 in Leipzig; † 15. November 1653 ebenda), der Tochter des Professors der Theologie in Leipzig Christian Lange (1585–1657) und dessen Frau Magarethe (* 25. November 1603 in Leipzig; † 19. Juli 1676 ebenda), der Tochter des Leipziger Buchhändlers Thomas Schürer (* 1. März 1563 in Halberstadt; † 14. August 1615 in Leipzig) und der Catharina Ulmann (* Dezember 1572 in Leipzig; † 20. Juni 1616 ebenda). Aus dieser Ehe stammen drei Töchter Margaretha Elisabeth Carpzov, Johanna Christina Carpzov, Maria Sophia Carpzov und ein Sohn, welcher bei der Geburt verstarb.

## Schriften (Auswahl)
Carpzov hat keine größeren wissenschaftlichen Werke verfasst, sondern vielmehr kleinere aus dem Hochschulbetrieb hervorgegangene Schriften.
- Diss de pignore. Leipzig 1663
- Diss. de reuocandis his, quae in fraudem creditorum alienantur. Leipzig 1666. 1672
- Progr. de naeuis, ritulo de Reg. Jur. immerito affictis. 1669
- Diss. de jure diuidui et indiuidui circa personas, res et actiones. 1670
- Progr. de veteri modernaque docenti discendique iura ratione. 1671
- Diss. de jure postliminii. 1672
- Diss. de iure Weichbildorum. 1673
- Diss. de commendatione. 1674
- Diss. de obseruantia. 1674
- Diss. de coercitione haeresium. 1674
- Diss. de restitutione in integrum minorum. 1675
- Diss. de obligationibus. 1676
- Diss. de cambiis. 1677, 1717
- Diss. de clausulis, libellis actionum adiici solitis. 1677
- Diss. de iure patrumfamilias. 1677
- Diss. de Protocollo. 1677
- Diss. de infantibus exositis. 1677, 1702
- Diss. de iure circa aërem. 1677
- Diss. de bonis uxorum receptitiis. 1678
- Diss. de blasphemia. 1678
- Diss. de praecipuis rusticorum privilegiis. 1678, 1718
- Diss. de iure aggratiandi. 1678
- Diss. de Eremodico. 1678
- Diss. de confessione legali. 1679
- Diss. de expromissione. 1679
- Diss. de iure Fisci circa bona, ob defraudatum falsa professione censum in commissum cadentia. 1680
- Miscellancae iuris Positiones. 1681
- Parentalia in Obitum Ge. Tobias Schwendendörfferi. 1681
- Diss. de obligationum qualitatibus. Occas. L. 44 D. de oblig. Act. 1685
- Diss. de condictione ex moribus. 1685
- Diss. de questione: quatenus forenses obligatur Statutis alienae ciuitatis? 1685
- Diss. de transportatione mortuorum per territorium alienum. 1690
- Progr. de recta Ictorum, speciatim Aduocatorum, aestimatione. 1693
- Diss. de eo, quod iustum est circa destructionem et ruinam. 1693